# Louis Fursy Henri Compère
Pour les articles homonymes, voir Compère.
Louis Fursy Henri Compère, né le 16 janvier 1768 à Péronne (Somme) et mort le 27 mars 1833 à Paris, est un général français de la Révolution et de l’Empire. 

## Biographie

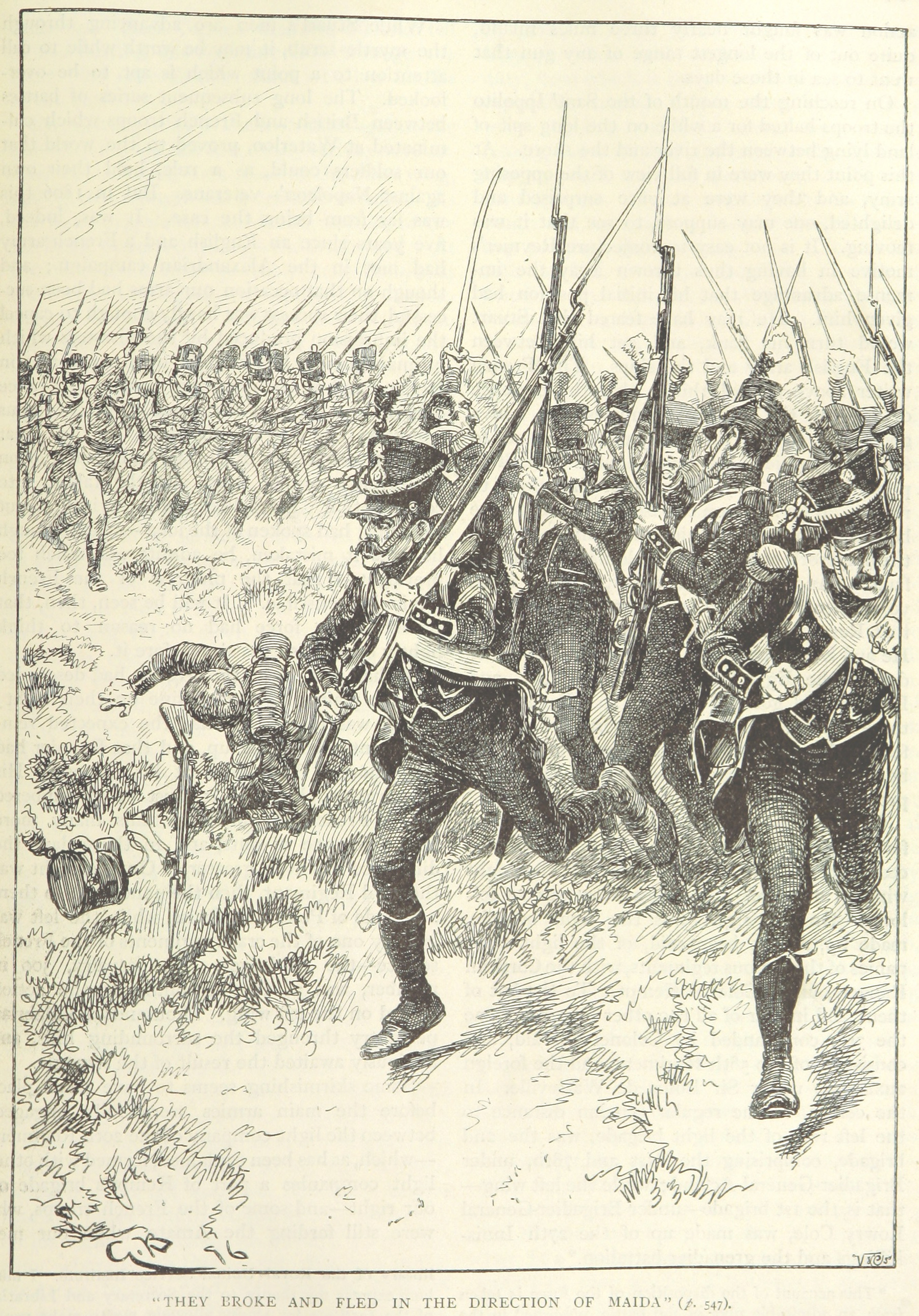
Le général Compère harangue le 1er régiment d'infanterie légère à la bataille de Maida, en 1806.

Il est le fils d’un bourgeois, conseiller du roi et contrôleur du grenier à sel de Péronne, Louis Quentin Compère. Il s'engage en 1784 comme canonnier dans un régiment de Grenoble. En 1794, il est promu chef de brigade, puis le 1er mai de la même année, général de brigade. Il sert dans l’armée du Danube qui fait campagne dans le sud de l’Allemagne en 1799 et prend part aux batailles d’Ostrach et de Stockach. Le 24 mars, il est gravement blessé à la jambe près de Tuttlingen, ce qui l’écarte des champs de bataille quelques années, jusqu’en 1802.
Le 18 octobre 1805, il commande à la bataille de Vérone une brigade de la division de Gaspard Amédée Gardanne, qui supporte l’assaut initial des voltigeurs d’André Masséna. Puis, il doit réordonner ses soldats pour repousser une contre-attaque de hussards autrichiens. Du 29 au 31 octobre 1805, il mène ses troupes à la bataille de Caldiero. Le 4 juillet 1806, il commande une brigade sous les ordres de Jean Reynier à la bataille de Maida ; il y mène également l’assaut du 1er régiment d'infanterie légère contre les Anglais. Touché par une balle, il continue de haranguer ses troupes face à l’ennemi, qui le fait finalement prisonnier. Libéré, il est promu général de division en 1807. Napoléon lui remet également l’insigne de commandeur de la Légion d'honneur le 14 juin 1804.
En retraite à partir de 1807, il devient pour un temps gouverneur de Naples. En 1814, il démissionne du service de Naples pour ne pas prendre les armes contre la France et rentre à Paris. Il doit quitter la capitale après le retour de Louis XVIII et s'établit à Bondy. En 1821, il est fait chevalier de l’Ordre royal et militaire de Saint-Louis. C'est là son dernier titre ; il meurt à Paris le 27 mars 1833 et est inhumé au cimetière du Père-Lachaise le lendemain.